# Schwedische Gebärdensprachen
Die Schwedischen Gebärdensprachen sind eine Untergruppe der Britischen Gebärdensprachen.

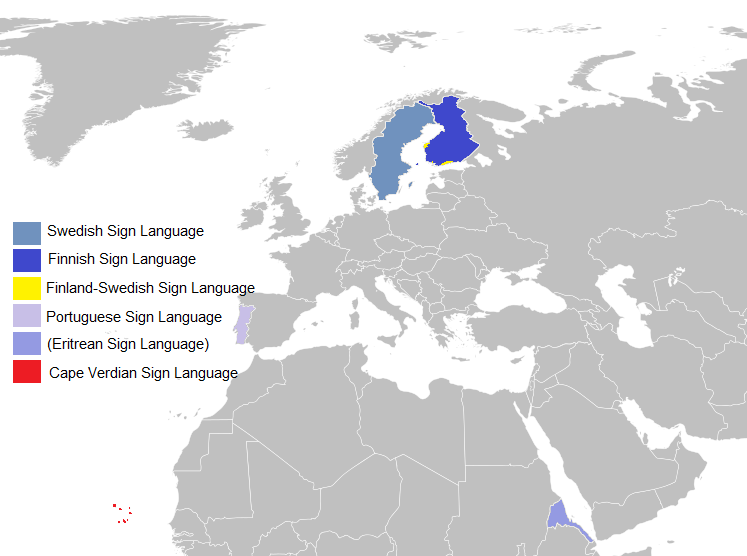
Gebärdensprachen Schwedischen Gebärdensprachen. Die Lingua Gestual Portuguesa (LGP, Portugiesische Gebärdensprache) soll auch in Angola genutzt worden sein.

## Beziehung zu anderen Gebärdensprachfamilien
Gebärdensprachen wurden im 18. Jahrhundert zum ersten Mal in Nordeuropa erwähnt. Im 19. Jahrhundert kam es allerdings aufgrund der politischen Situation zur Spaltung der nordischen Gebärdensprachen in zwei Gebärdensprachfamilien: die Schwedischen Gebärdensprachen und Dänischen Gebärdensprachen.
Die Ursprache für diese Untergruppe, Svenskt teckenspråk (STS, Schwedische Gebärdensprache), wurde erstmals um 1800 erwähnt.
Für Henri Wittmann gehören die Schwedischen Gebärdensprachen zu den Britischen Gebärdensprachen.
Aus der STS entwickelten sich die Lingua Gestual Portuguesa (LGP, Portugiesische Gebärdensprache, 1823) und Suomen viittomakieli (SVM, Finnische Gebärdensprache, 1850er). Die STS und SVM sind zwar untereinander unverständlich, aber es gibt trotzdem eine Mischform.
Für Anderson und Peterson gehörten die STS, Deutsche Gebärdensprache (DGS) und British Sign Language (BSL) zu einer Gruppe von „Nordwesteuropäischen Gebärdensprachen“. Diese Theorie ist mittlerweile überholt und es gilt Wittmanns bestätigte Klassifikation.
Die Ethnologue berichtet von einer weitgehenden Verständlichkeit der Dansk tegnsprog (DTS, Dänische Gebärdensprache) mit der STS, obwohl Wittmann die DTS zu den Französischen Gebärdensprachen zählt. Sie könnten in einem sehr frühen Stadium einen gemeinsamen Ursprung gehabt haben. Trotz dessen sind keine Dialekte der STS bekannt. Wegen der allgemeinen Verständlichkeit mit der DTS kann auch die Norsk tegnspråk (NTS, Norwegische Gebärdensprache) teilweise verstanden werden.
Die Guinea-Bissau Sign Language hat das Fingeralphabet der LGP übernommen. Ein Einfluss der STS besteht auch bei der Namibian Sign Language, da namibische Gehörlose einen Aufenthalt in Schweden hatten, bevor sie die namibische Gehörlosengemeinschaft anführten.
Ein Beweis für den Einfluss der SVM und STS in der Tanzanian Sign Language konnte bisher nicht erbracht werden.

## Nordischer Zweig

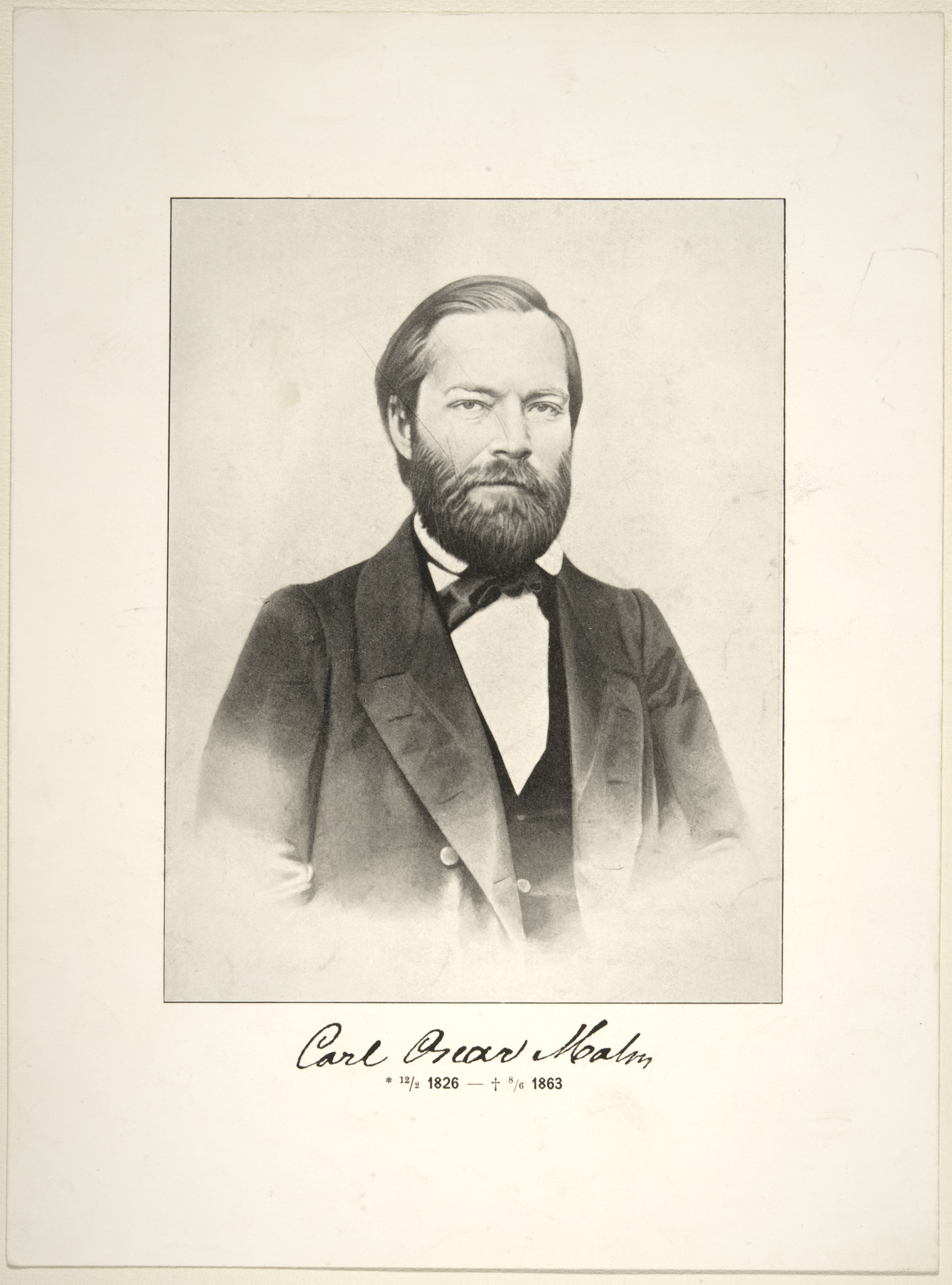
Carl Oscar Malm exportierte die Gebärdensprache nach Finnland.

Die STS wird in Schweden genutzt. Sie ist von der Regierung als offizielle Gebärdensprache anerkannt. Hörende Eltern gehörloser Kinder haben damit Anspruch auf staatlich geförderte Kurse für das Erlernen der STS. Sie ist auch eng mit der Kultur Schwedens verbunden, sodass es 13.000 Muttersprachler und insgesamt 30.000 Sprecher gibt.
Die SVM kann bis Mitte des 19. Jahrhunderts zu Carl Oscar Malm zurückverfolgt werden. Der gehörlose Finne studierte in Schweden und eröffnete 1846 Finnlands erste Gehörlosenschule in Porvoo. Die von Malm genutzte STS verbreitete sich unter den finnischen Gehörlosen und entwickelte sich zu einer eigenen Sprache. 1886 gründete sich der erste Gehörlosenverein in Turku. Albert Tallroth war an der Gründung von fünf verschiedenen Gehörlosenvereinen und dem Finnischen Gehörlosenverband beteiligt. Im späten 19. Jahrhundert wurde auch in Finnland der Oralismus bei der pädagogischen Ausbildung bevorzugt. Es folgte ein Verbot von Gebärdensprache an Schulen. Als Resultat entwickelten sich die SVM und finnlandschwedische Gebärdensprache auseinander. Innerhalb der Gehörlosengemeinschaft wurde die SVM weiter genutzt, während im Umgang mit Hörenden die Lautsprache verwendet wurde.
Die Finnlandschwedische Gebärdensprache (FinSSL) wurde von der vor allem entlang der finnischen Küste lebenden finnlandschwedischen Gehörlosengemeinschaft entwickelt. Wegen ihrer Verbindung zur finnlandschwedischen Kultur gilt sie als eigene Sprache. Seit 2015 (wissenschaftlicher Konsens 2005) werden im vom Parlament verabschiedeten Gebärdensprachgesetz die FinSSL und SVM in der Gesetzgebung als getrennte Sprachen anerkannt. Durch Kontakte von schwedischen und finnlandschwedischen Gehörlosen hat die FinSSL viele Gebärden von der STS übernommen. Die visuelle Phonologie folgt mit der Mimik den Lauten der Schwedischen Sprache.
Die Eritrean Sign Language (EriSL) entwickelte sich aus der STS und SVM, die 1955 von schwedischen und finnischen Missionaren mitgebracht wurden. Zusammen mit lokalen Gebärden hat sie auch Einflüsse aus der Sudanese Sign Language, die wiederum auf der American Sign Language basiert. 70 % der EriSL kommen aus der SVM. Seit 2005 unternimmt der nationale eritreische Gehörlosenverband große Anstrengungen einer Sprachreinigung um eine reine einheimische EriSL aus lokalen eritreischen Gebärden zu erhalten. Dieser Prozess wird als „Demissionarisierung“ bezeichnet.

## Portugiesischer Zweig

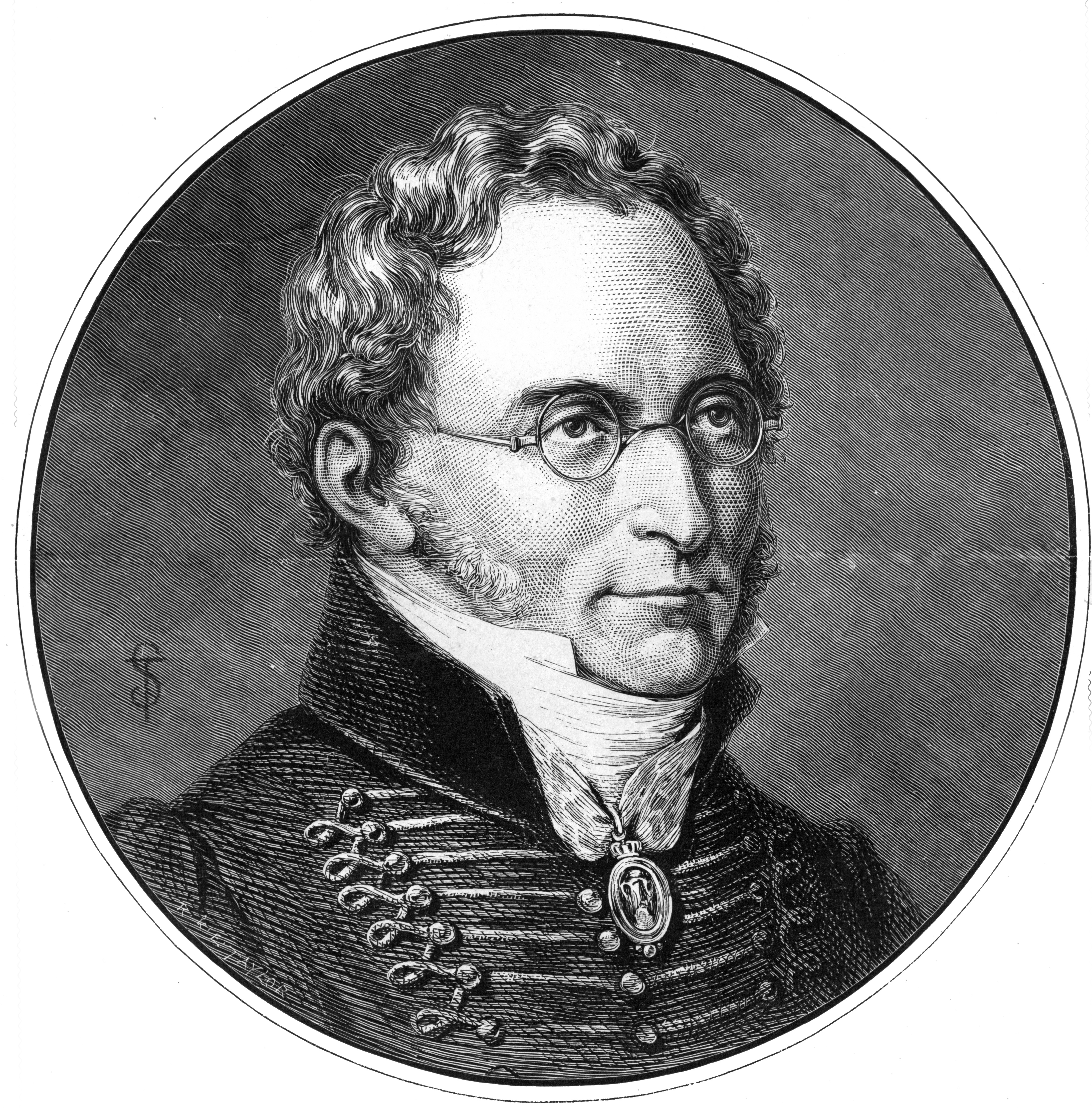
Pär Aron Borg gründete die Lingua Gestual Portuguesa (LGP, Portugiesische Gebärdensprache).

Die LGP wird hauptsächlich von Gehörlosen in Portugal verwendet. Sie ist in der Verfassung Portugals anerkannt. Sie erhielt einen starken schwedischen Einfluss, da auf Gesuch des Königs im 19. Jahrhundert von dem Schweden Pär Aron Borg 1823 in Lissabon eine Gehörlosenschule gegründet wurde. Obwohl der Wortschatz von LGP und STS Unterschiede aufweist, zeigt das Fingeralphabet ihren gemeinsamen Ursprung.
Die Língua Gestual Caboverdiana (Kapverdische Gebärdensprache) wird von 1500 bis 4000 in Cape Verde genutzt. Sie stammt von der LGP mit einigen lokalen Varietäten ab. 2010 wurde eine Schule auf Cape Verde gegründet. Eine Andere folgte in Praia.

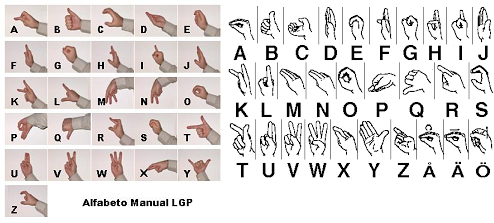
Vergleich der Fingeralphabete der STS (rechts) und LGP (links)

Die São Tomé and Príncipe Sign Language soll der LGP ähneln. Das Fingeralphabet der LGP soll von der Guinea-Bissau Sign Language übernommen worden sein.
In Angola wird auch die LGP genutzt.

## Klassifikation
- 1800: STS
  - 1850er: SVM
    - 1955: EriSL

  - 1850er: FinSSL
  - 1820: LGP
    - ca. 20. Jahrhundert: Língua Gestual Caboverdiana (Kapverdische Gebärdensprache)
    - ca. 21. Jahrhundert: São Tomé and Príncipe Sign Language